# يسبر فالك
يسبر فالك هو لاعب كرة قدم ومدرب كرة قدم دنماركي، ولد في 4 ديسمبر 1970 في كوبنهاغن في الدنمارك. لعب مع نادي لينغبي ونادي هرفوليه.

## وصلات خارجية
- يسبر فالك على موقع قاعدة بيانات كرة القدم.إي يو (الإنجليزية)
- يسبر فالك على موقع عالم كرة القدم.نت (الإنجليزية)